# The World Became the World/La carrozza di Hans
The World Became the World/La carrozza di Hans è un singolo del gruppo musicale italiano PFM, pubblicato nel 1974 dalla Manticore Records.

## Descrizione
The World Became the World è la versione in lingua inglese di Impressioni di settembre, brano originariamente inciso nel 1971 e successivamente inserito nell'album di debutto Storia di un minuto.
Il lato B del singolo contiene invece una versione dal vivo del brano La carrozza di Hans registrata nel 1973.

## Tracce
Lato A
1. The World Became the World – 4:44 (Franco Mussida, Mauro Pagani, Mogol, Peter Sinfield)

Lato B
1. La carrozza di Hans (Live) – 5:53 (Franco Mussida, Mauro Pagani)